# Györke-patak
A Györke-patak a Mátrában ered, Recsk településtől délre, Heves vármegyében, mintegy 440 méteres tengerszint feletti magasságban. A patak forrásától kezdve északi irányban halad, majd Recsk délnyugati részénél éri el a Csevice-patakot.

## Part menti település
A patak partján fekvő Recsk településen közel 2700 fő él.